# MOSEK
MOSEK是一个优化软件包，可用于求解线性规划、混合整数线性规划、二次规划、混合整数二次规划、二次约束规划、非线性锥优化和凸优化等数学最优化问题。MOSEK的一个重要的特点是它可以求解大规模稀疏问题，特别是其内点法求解器可以高效求解线性、二次锥（即二阶锥规划）和半正定优化问题（即半正定规划）。